# 阿纳托利·列松
阿纳托利·费奥多罗维奇·列松（俄语：Анатолий Фёдорович Лесун；1959年2月27日—）是俄罗斯政治人物，第八届国家杜马代表。2010年，他获得技术科学全博士学位。
1993年至1998年，列松在高尔基铁路局基洛夫支线工作，先任副支队长，后任支队长。1998年，他担任高尔基铁路局基洛夫代表处主任。2009年至2021年，他担任高尔基铁路局负责人。2011年3月13日，列松当选为下诺夫哥罗德州立法议会代表。2021年9月起，他担任第八届国家杜马代表。

## 制裁
列松于2022年因俄乌战争而受到英国政府制裁。